# Plumularia campanuloides
Plumularia campanuloides är en nässeldjursart som beskrevs av Chantal Billard 1911. Plumularia campanuloides ingår i släktet Plumularia och familjen Plumulariidae. Inga underarter finns listade i Catalogue of Life.